# Oberamt Meisenheim (Pfalz-Zweibrücken)
Das Oberamt Meisenheim war bis 1801 eines von acht Oberämtern und damit ein Verwaltungsgebiet des Fürstentums Pfalz-Zweibrücken mit Sitz in Meisenheim. Das Territorium gehört heute zu Rheinland-Pfalz.

## Geschichte
Bereits in der Grafschaft Veldenz hatte sich Meisenheim als einer der Verwaltungsmittelpunkte herausgebildet und ein Amt Meisenheim entstand. Mit dem Entstehen des Fürstentums Pfalz-Zweibrücken 1453/59 in der Nachfolge der Grafschaft Veldenz wurde die bestehende Verwaltungsstruktur übernommen.
Nach der Annexion des Linken Rheinufers im Ersten Koalitionskrieg (1794) wurde das Oberamt Meisenheim 1798 Teil der Französischen Republik. Die Region um Meisenheim gehörte bis 1814 als Kanton Meisenheim zum Arrondissement Birkenfeld im Saardépartement. Das von 1816 bis 1866 bestehende Hessen-Homburgische Oberamt Meisenheim hatte einen anderen Zuschnitt.

## Gebiet
Das Oberamt Meisenheim umfasste Gemeinden, die auf vier Ämter aufgeteilt waren:
| Gemeinde                 | Amt                | gehörte nach 1814 zu | heute                    |
| ------------------------ | ------------------ | -------------------- | ------------------------ |
| Meisenheim               | Meisenheim         | Hessen-Homburg       | VG Nahe-Glan             |
| Medard                   | Meisenheim         | Hessen-Homburg       | VG Lauterecken-Wolfstein |
| Breitenheim              | Meisenheim         | Hessen-Homburg       | VG Nahe-Glan             |
| Jeckenbach               | Meisenheim         | Hessen-Homburg       | VG Nahe-Glan             |
| Hundsbach                | Meisenheim         | Hessen-Homburg       | VG Nahe-Glan             |
| Desloch                  | Meisenheim         | Hessen-Homburg       | VG Nahe-Glan             |
| Unterraumbach            | Meisenheim         | Hessen-Homburg       | VG Nahe-Glan             |
| Oberraumbach             | Meisenheim         | Hessen-Homburg       | VG Nahe-Glan             |
| Rehborn                  | Meisenheim         | Bayern               | VG Nahe-Glan             |
| Lettweiler               | Meisenheim         | Bayern               | VG Nahe-Glan             |
| Odernheim                | Meisenheim         | Bayern               | VG Nahe-Glan             |
| Duchrod-Oberhausen       | Meisenheim         | Bayern               | VG Rüdesheim             |
| Einöllen                 | Meisenheim         | Bayern               | VG Lauterecken-Wolfstein |
| Heiligenmoschel          | Meisenheim         | Bayern               | VG Otterbach-Otterberg   |
| Berzweiler               | Meisenheim         | Bayern               | VG Lauterecken-Wolfstein |
| Callbach                 | Meisenheim         | Bayern               | VG Nahe-Glan             |
| Reiffelbach              | Meisenheim         | Bayern               | VG Nahe-Glan             |
| Gangloff                 | Meisenheim         | Bayern               | VG Nahe-Glan             |
| Roßbecherbach            | Meisenheim         | Bayern               | VG Nahe-Glan             |
| Roth                     | Meisenheim         | Bayern               | VG Nahe-Glan             |
| Obermoschel              | Amt Landsberg      | Hessen-Homburg       | VG Nordpfälzer Land      |
| Niedermoschel            | Amt Landsberg      | Hessen-Homburg       | VG Nordpfälzer Land      |
| Sitters                  | Amt Landsberg      | Hessen-Homburg       | VG Nordpfälzer Land      |
| Ransweiler               | Amt Landsberg      | Hessen-Homburg       | VG Nordpfälzer Land      |
| Schiersfeld              | Amt Landsberg      | Hessen-Homburg       | VG Nordpfälzer Land      |
| Bisterschied             | Amt Landsberg      | Hessen-Homburg       | VG Nordpfälzer Land      |
| Dielkirchen              | Amt Landsberg      | Hessen-Homburg       | VG Nordpfälzer Land      |
| Alle Gemeinden des Amtes | Amt Waldgrehweiler | Hessen-Homburg       | 0                        |
| Odenbach                 | Amt Odenbach       | Hessen-Homburg       | VG Lauterecken-Wolfstein |
| Adenbach                 | Amt Odenbach       | Hessen-Homburg       | VG Lauterecken-Wolfstein |
| Ginsweiler               | Amt Odenbach       | Hessen-Homburg       | VG Lauterecken-Wolfstein |
| Cronenberg               | Amt Odenbach       | Hessen-Homburg       | VG Lauterecken-Wolfstein |